# Traeri

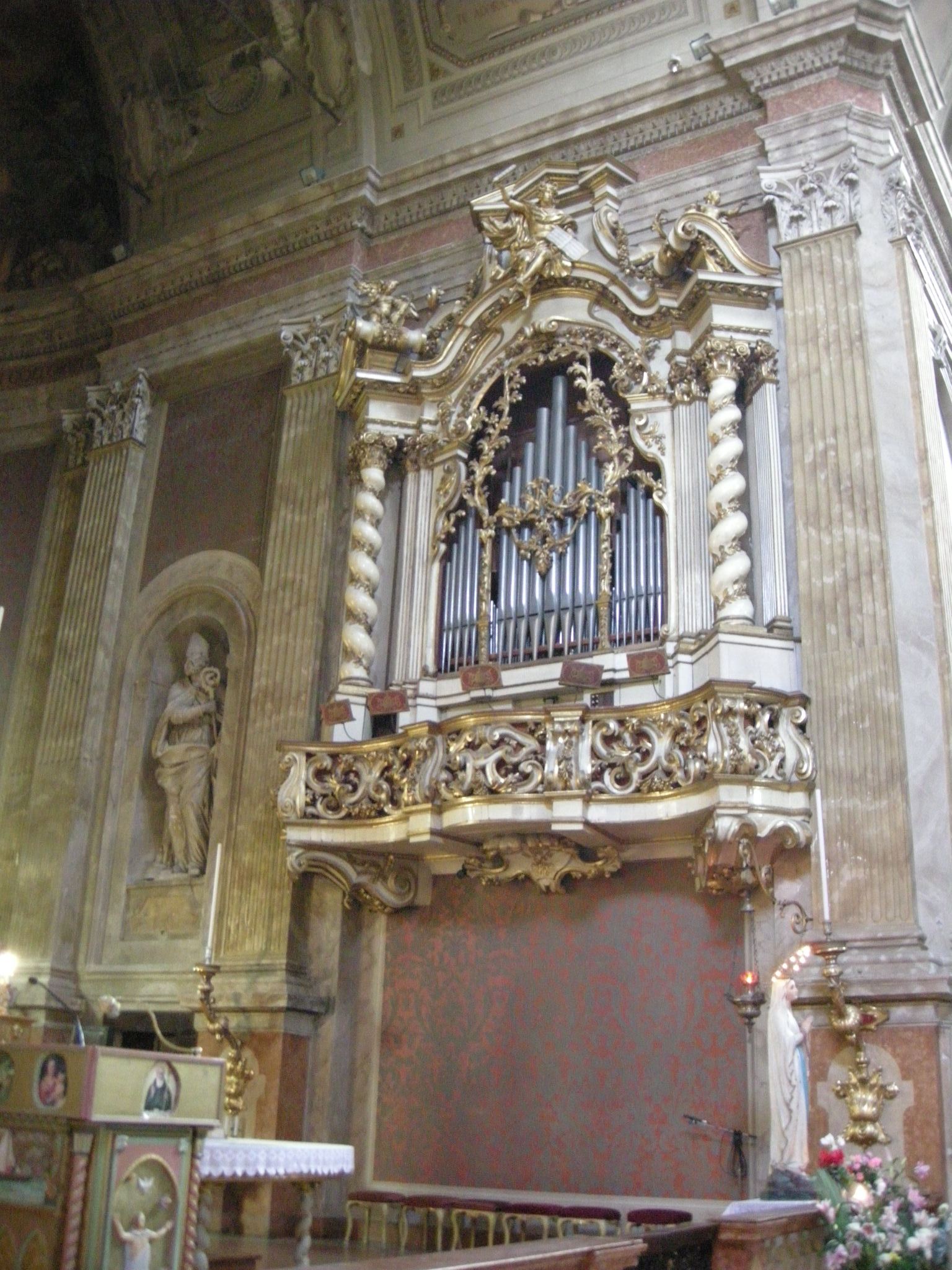
L'organo di Giovanni Domenico Traeri, del 1712, nella chiesa di San Pietro a Reggio Emilia.

I Traeri (noti anche come Trieri, Trajer o Traher) furono una famiglia di organari originaria di Brescia, attiva principalmente in Emilia fra il XVII e il XVIII secolo.

## Caratteristiche tecniche
Gli strumenti realizzati da Carlo Traeri, così come i primi organi costruiti dai suoi figli, appaiono ancora saldamente legati, sia nelle forme stilistiche che nelle peculiarità tecniche e sonore, alle classiche caratteristiche dell'organo italiano rinascimentale.
Le facciate sono tipicamente cinquecentesche, e, a fianco del principale e delle file separate del ripieno, sono presenti solo pochi registri da concerto, solitamente uno o due flauti e la voce umana. La pedaliera è a leggio, con ottava corta, spesso costantemente unita al manuale.
Gli strumenti successivi, invece, risentono chiaramente degli influssi di altri organari contemporanei, come i fratelli Paolo e Giuseppe Benedetti: le facciate abbandonano le forme rinascimentali per assumere quelle tipicamente barocche, e, alle disposizioni foniche, vengono aggiunti nuovi registri, come il cornetto e la tromba.

## Biografie

### Carlo Traeri
Carlo Traeri (prima metà del XVII secolo - 1689) è il capostipite della dinastia. Poco si sa della sua gioventù: nacque a Brescia, apprese dal padre Ugo l'arte di intagliare il legno e fu allievo della famiglia Antegnati. Successivamente si trasferì a Bologna, dove, intorno al 1655, aprì una propria bottega organaria. Fra i suoi strumenti più importanti si segnalano l'organo della pieve di Quinzano d'Oglio, risalente al 1667, quello dell'Accademia Filarmonica di Bologna e quello della chiesa dei Santi Gregorio e Siro, sempre a Bologna.

### Giovanni Francesco  e Giovanni Domenico Traeri
Giovanni Francesco (seconda metà del XVII secolo - 1732) e Giovanni Domenico (1669-1745), figli di Carlo, proseguirono l'attività paterna. Il nome del primo appare per la prima volta nel 1687, relativamente alla costruzione dell'organo della cattedrale di Asti. Il secondo, invece, fa la sua comparsa nel 1690 in occasione di alcuni lavori sull'organo della parrocchiale di Formigine. Intorno al 1706 i due fratelli si separarono: Giovanni Francesco restò a Bologna, mentre Domenico si trasferì a Modena, dove divenne organaro e cembalaro di corte.

### Ugo Annibale, Giuseppe e Agostino Traeri
La terza generazione della famiglia è costituita da Ugo Annibale (1689 - ?) e Giuseppe (1693 - ?), figli di Giovanni Francesco, e da Agostino (XVIII secolo), figlio di Giovanni Domenico. Agostino, nella seconda metà del XVIII secolo, venne insignito del titolo di «organaro ducale», mentre gli altri effettuarono diversi lavori, sia insieme che da soli. Ugo Annibale e Giovanni Domenico realizzarono anche alcuni clavicembali, uno dei quali forse appartenne a Georg Friedrich Händel.

## Tavola genealogica
|                          |                                |                                |                      |                             |                             |
|                          |                                | Carlo 16....-1689              |                      |                             |                             |
|                          |                                |                                |                      |                             |                             |
|                          |                                |                                |                      |                             |                             |
|                          | Giovanni Francesco 16....-1732 | Giovanni Francesco 16....-1732 |                      | Giovanni Domenico 1669-1745 | Giovanni Domenico 1669-1745 |
|                          |                                |                                |                      |                             |                             |
|                          |                                |                                |                      |                             |                             |
| Ugo Annibale 1689-17.... | Ugo Annibale 1689-17....       | Giuseppe 1693-17....           | Giuseppe 1693-17.... | Agostino XVIII Secolo       | Agostino XVIII Secolo       |